# Dolores Delgado García
Dolores Delgado García   (Madrid, 9 de novembre de 1962) és una política i fiscal espanyola, que va exercir de ministra de Justícia d'Espanya entre 2018 i 2020, de fiscal general de l'Estat entre 2020 i 2022, i de fiscal de l'Audiència Nacional espanyola des de 2022.

## Biografia

### Primers anys i formació
Va néixer a Madrid el 9 de novembre de 1962. Es va llicenciar en dret a la Universitat Autònoma de Madrid (UAM) i va cursar posteriorment un màster impartit per l'Escola de Pràctica Jurídica de Madrid i la Universitat Complutense de Madrid. Va contreure matrimoni en 1986 amb Jordi Valls i Capell, amb qui ha tingut dos fills.

### Carrera fiscal
Va guanyar una plaça de fiscal per oposició en 1989. Coneguda com a «Lola», ha treballat com a fiscal en el Tribunal Superior de Justícia de Catalunya (1989-1993), en la Fiscalia Especial Antidroga i, des de 1993, a l'Audiència Nacional.
Propera a Baltasar Garzón, així com també a Fernando Andreu i Santiago Pedraz, és experta en la lluita contra el gihadisme. El 2013 es va mostrar en contra del lliurament a Suïssa de l'informàtic francoitalià Hervé Falciani. Delgado, que va participar com a fiscal en el cas d'Adolfo Scilingo, s'ha mostrat contrària a retallades al principi de justícia universal. Membre de la Unió Progressista de Fiscals, a l'abril de 2018 es va convertir en vocal del Consell Fiscal.

### Ministra de Justícia
Va ser escollida pel president del Govern Pedro Sánchez per formar part del seu nou consell de ministres, constituït després de la moció de censura contra Mariano Rajoy que va tirar endavant l'1 de juny de 2018. Felipe VI va sancionar mitjançant reial decret de 6 de juny el seu nomenament com a titular de la cartera de Justícia; Delgado va prendre possessió del càrrec –que també comporta el títol exofficium de Notària Major del regne– el 7 de juny al Palau de la Zarzuela.

### Fiscal general de l'Estat
Després de la formació del nou govern resultant dels pactes derivats dels resultats de les eleccions generals espanyoles del 10 de novembre de 2019, aquest la va proposar com a candidata a fiscal general de l'Estat el mateix dia del seu cessament com a ministra. El 16 de gener de 2020, el Consell General del Poder Judicial va avalar el seu nomenament en el nou càrrec per dotze vots a favor i set en contra. Un dels principals arguments en contra del seu nomenament, i al qual es van sostenir la majoria dels que la van rebutjar, va ser que no hi havia solució de continuïtat entre el seu lloc com a membre del govern i el seu nomenament com a fiscal general, cosa que podria fer percebre a la ciutadania una manca d'independència judicial del Ministeri fiscal espanyol.
La candidata a fiscal general va comparèixer davant la Comissió de justícia del Congrés dels Diputats el 20 de febrer del 2020, amb l'objectiu que la cambra baixa valorés la seva idoneïtat, molt qüestionada pel seu anterior càrrec ministerial. En la compareixença, Delgado va afirmar que el seu pas pel govern havia estat un factor que havia «enriquit» el seu perfil. El 26 de febrer de 2020 va prometre el càrrec davant del rei Felip VI d'Espanya.
El maig del 2020, el Partit Popular va recórrer el seu nomenament com a fiscal general en considerar que existia una «falta total d'objectivitat i d'imparcialitat», a causa del seu anterior càrrec com a ministra del govern. No obstant això, l'octubre de 2021, el Tribunal Suprem va rebutjar el recurs. El 19 de juliol de 2022 es va fer públic la intenció de la fiscal general de renunciar al càrrec per motius de salut, després d'una operació quirúrgica a l'esquena. El cessament es va fer oficial el 20 de juliol, assumint el càrrec de forma interina la tinent fiscal María de los Ángeles Sánchez Conde, fins al nomenament de nou fiscal general. El 26 de juliol de 2022, després d'abandonar la Fiscalia general, es va reincorporar a la plaça de fiscal de l'Audiència Nacional espanyola.

## Distincions i condecoracions
- Gran Creu del Reial i Distingit Orde Espanyol de Carles III (2021)[29]